# Dadzewo
Dadzewo [daˈd͡zɛvɔ] (Datzow của Đức) là một ngôi làng thuộc khu hành chính của Gmina Polanów, thuộc quận Koszalin, West Pomeranian Voivodeship, ở phía tây bắc Ba Lan. Nó nằm khoảng 8 kilômét (5 mi)   phía tây Polanów, 28 km (17 mi) phía đông Koszalin và 153 km (95 mi) về phía đông bắc của thủ đô khu vực Szczecin.
Trước năm 1945, khu vực này là một phần của Đức. Đối với lịch sử của khu vực, xem Lịch sử của Pomerania.